# Un país para reírlo
Un país para reírlo (estilizado como Un país XA reírlo) es un programa documental español de temática humorística, dirigido por Alberto Utrera y presentado por el actor y humorista Goyo Jiménez. Se estrenó el 6 de abril de 2021. En diciembre de 2021, el presentador confirma que el programa tendrá segunda temporada.

## Formato
El humorista y presentador Goyo Jiménez, se encargará de recorrer el país buscando los mejores cómicos y el lugar más gracioso de España para esparcir las cenizas de su amigo Jaime. ¿Por qué comunidad se decidirá?

## Episodios y audiencias
| Temporada | Temporada | Episodios | Estreno             | Final               | Audiencia media | Audiencia media | Audiencia media |
| Temporada | Temporada | Episodios | Estreno             | Final               | Espectadores    | Cuota           |                 |
| --------- | --------- | --------- | ------------------- | ------------------- | --------------- | --------------- | --------------- |
|           | 1         | 10        | 6 de abril de 2021  | 15 de junio de 2021 | 417 000         | 2,8%            |                 |
|           | 2         | 10        | 19 de abril de 2022 | 21 de junio de 2022 | 302 000         | 2,4%            |                 |
| Total     | Total     |           | 2021                |                     |                 |                 |                 |

### 1ª temporada (2021)
| N.º (serie) | N.º (temp.) | Título                                                                          | Fecha de emisión    | Audiencia      |
| ----------- | ----------- | ------------------------------------------------------------------------------- | ------------------- | -------------- |
| 1           | 1           | «Madrid: De la comedia y sus orígenes Anfitrión: Santiago Segura»               | 6 de abril de 2021  | 529 000 (3,6%) |
| 2           | 2           | «Castilla y León: De la comedia y el público Anfitrión: Leo Harlem»             | 13 de abril de 2021 | 450 000 (3,0%) |
| 3           | 3           | «Galicia: De la comedia y las costumbres Anfitrión: Teté Delgado»               | 20 de abril de 2021 | 375 000 (2,5%) |
| 4           | 4           | «Cataluña: De la comedia y los cómicos Anfitrión: Berto Romero»                 | 27 de abril de 2021 | 382 000 (2,6%) |
| 5           | 5           | «Andalucía: De la comedia y sus formas Anfitrión: Pablo Carbonell»              | 4 de mayo de 2021   | 562 000 (3,5%) |
| 6           | 6           | «Comunidad Valenciana: De la comedia y la parodia Anfitrión: Carlos Latre»      | 11 de mayo de 2021  | 402 000 (2,6%) |
| 7           | 7           | «Aragón: De la comedia y los tópicos Anfitrión: Miki Nadal»                     | 25 de mayo de 2021  | 348 000 (2,4%) |
| 8           | 8           | «Islas Canarias: De la comedia y sus límites Anfitrión: Marta González de Vega» | 1 de junio de 2021  | 333 000 (2,3%) |
| 9           | 9           | «País Vasco: De la comedia y la política Anfitrión: Óscar Terol»                | 8 de junio de 2021  | 392 000 (2,8%) |
| 10          | 10          | «Castilla-La Mancha: De la comedia y el absurdo Anfitrión: Joaquín Reyes»       | 15 de junio de 2021 | 398 000 (2,8%) |

### 2ª temporada (2022)
| N.º (serie) | N.º (temp.) | Título | Fecha de emisión    | Audiencia      |
| ----------- | ----------- | --- | ------------------- | -------------- |
| 11          | 1           | «Humor y cómicas Anfitrión: Eva Hache, Virginia Riezu y Las Virtudes»                                                                       | 19 de abril de 2022 | 282 000 (2,2%) |
| 12          | 2           | «Humor y política Anfitrión: Eduardo Madina, Borja Sémper, Marta Flich, Willy Veleta y Diego San José»                                      | 26 de abril de 2022 | 253 000 (2,1%) |
| 13          | 3           | «Humor y redes Anfitrión: Lala Chus, David Pareja, Daniel Fez y Gema Palacio "Esperansa Grasia"»                                            | 3 de mayo de 2022   | 306 000 (2,4%) |
| 14          | 4           | «Humor y cine Anfitrión: Ernesto Sevilla, Borja Cobeaga, Julián López y Marta González de Vega»                                             | 10 de mayo de 2022  | 364 000 (2,8%) |
| 15          | 5           | «Humor y ondas Anfitrión: Juan Carlos Ortega, Javier Capitán, Raquel Martos, Frank Blanco, Henar Álvarez y Gomaespuma»                      | 17 de mayo de 2022  | 228 000 (1,9%) |
| 16          | 6           | «Humor y deportes Anfitrión: Pepe Domingo Castaño, Raúl Pérez, Quique Peinado, Paloma del Río, Juanma López Iturriaga y Amaya Valdemoro»    | 24 de mayo de 2022  | 332 000 (2,7%) |
| 17          | 7           | «Humor e ilustración Anfitrión: Carlos Areces, Raquel Córcoles, El Roto, Gallego & Rey, Forges, Manel Fontdevila, Riki Blanco y Ana Oncina» | 31 de mayo de 2022  | 150 000 (1,2%) |
| 18          | 8           | «Humor y música Anfitrión: El Sevilla, Samantha Hudson, David Guapo, Luis Álvaro, Álex O'Dogherty y Grisom»                                 | 7 de junio de 2022  | 290 000 (2,4%) |
| 19          | 9           | «Humor y teatro Anfitrión: Eduardo Aldán, Esther Gimeno, Adriana Torrebejano, Pepe Viyuela y Josema Yuste»                                  | 14 de junio de 2022 | 362 000 (3,0%) |
| 20          | 10          | «Humor y referentes Anfitrión: Luis Piedrahíta y José Mota»                                                                                 | 21 de junio de 2022 | 456 000 (3,7%) |